# Bedano
Bedano (lmo. Bedan) – miejscowość i gmina w południowej Szwajcarii, w kantonie Ticino, w okręgu (distretto) Lugano, w powiecie (circolo) Taverne. Leży nad rzeką Vedeggio.

## Demografia
W Bedano mieszka 1 518 osób. W 2021 roku 16,8% populacji gminy stanowiły osoby urodzone poza Szwajcarią. 

## Transport
Przez teren gminy przebiega autostrada A2.